# Monstrum (mýtus)
Monstrum (latinsky) může být netělesné zlé znamení nebo zlo ztělesněné živou či neživou bytostí obludného vzezření a činů. Má původ v antické římské literatuře.

## Římská literatura
- Podle Cicerona je monstrum zlým znamením nebo předzvěstí porušení přirozeného řádu světa a důkazem božské nelibosti. Termín podle něj pochází ze slovesa monstro (ukazuji, předvádím, demonstruji).
- Varro odvozuje monstrum ze slovesa moneo (varuji), jak zaznamenal Servius v poznámce k Vergiliově Aeneadě

Monstrum dále znamenalo nepřirozenou událost nebo selhání přírody.
- Suetonius řekl, že monstrum je v rozporu s přírodou (nebo přesahuje přírodu), kterou známe, jako had s nohama nebo pták se čtyřmi křídly.

Autoři toto pejorativní označení vztahovali také na konkrétní zavrženíhodné osoby.
- Básník Horatius nazval fatálním monstrem Kleopatru. Přestože byla smrtelná, dokázala překročit hranice lidského počínání.
- Cicero nazval monstrem politika a vůdce spiklenců Catilinu [2]
- Pro Senecu bylo monstrum, stejně jako tragédie, „vizuální a děsivé odhalení pravdy.“[3]

Pro Římany to byl vždy nepřátelský netvor, například egyptští bohové se zvířecími hlavami.

## Středověk a novověk
- Monstrum podle Du Cangeova slovníku středověké latiny může znamenat počet vojáků[5].

- V nové době může označovat konkrétní obecně známou nestvůru, například Frankensteina, Draculu nebo dr. Jekylla a pan Hydea.